# ميخائيل ماك
ميخائيل ماك (بالألمانية: Michael Mack)‏ هو رائد أعمال ألماني، ولد في 21 ديسمبر 1978 في فرايبورغ في ألمانيا.